# ويليام كامبل (سياسي أمريكي)
ويليام كامبل (بالإنجليزية: William Campbell)‏ هو سياسي أمريكي، ولد في 1767، وتوفي في 27 أكتوبر 1844. انتخب عضو جمعية ولاية نيويورك.